# Sydlig jättenäckros
Sydlig jättenäckros (Victoria cruziana) är en art i familjen näckrosväxter. Den förekommer naturligt i norra Argentina och Paraguay. Den är mycket lik jättenäckros (V. amazonica), men är något mindre och har gröna bladundersidor och högre uppvikta kanter.

## Synonymer
- Victoria argentina Burmeist., nom. inval.
- Victoria cruziana var. malmei F. Henkel & al.
- Victoria cruziana f. matogrossensis Malme
- Victoria cruziana f. trickeri F. Henkel ex Malme
- Victoria cruziana var. trickeri F. Henkel & al.
- Victoria regia var. cruziana (A. D. Orb.) C. Lawson
- Victoria trickeri (F. Henkel ex Malme) Mutzek